# Mystic Production
La Mystic Production è un'etichetta discografica polacca, fondata il 20 novembre 1995. L'etichetta ha sede a Skała, comune del distretto di Cracovia, e collabora principalmente con artisti musicali heavy metal.

## Artisti legati alla Mystic Production
- Acid Drinkers
- Armagedon
- Artrosis
- Behemoth
- Black River
- Blindead
- Christ Agony
- Corruption
- Gaba Kulka
- Halina Mlynková
- Hermh
- Hunter
- Jelonek
- Kat & Roman Kostrzewski
- Lunatic Soul
- Mariusz Duda
- Michał Łapaj
- Riverside
- Roman Kostrzewski
- Sceptic
- Tehace
- Thy Disease
- Titus Tommy Gunn
- Totem
- UnSun
- Virgin Snatch
- Votum